# EXTRA (ミサイル)
EXTRA (エクストラ) は、イスラエルのIMIシステムズによって開発された精密誘導ロケット弾（地対地ミサイル/弾道ミサイル）である。名称はEXTended Range Artillery のアクロニムである。

## 概要
口径306mmのロケット弾に、GPS・GLONASS・INSによる誘導機能を持たせたもので、150kmの射程で平均誤差半径 (CEP) 10mの精度を持つ。弾頭重量は120kg。
イスラエル陸軍の他、ベトナムやアゼルバイジャンも導入を決めている。
IMIが開発した他のロケット弾システムと同様、リンクス 自走ロケットランチャーや、その他様々な既存のプラットフォームからの発射が可能である。

## 派生型
EXTRAは地上発射型であるが、艦船から発射可能なモデルがTRIGONの名称で開発されている。
また、航空機から発射可能なモデルは当初MARSという名称で開発されていたが、その後Rampage (ランペイジ)という名称に変更された。ランペイジの開発にはIAI（イスラエル・エアロスペース・インダストリーズ）も関わっており、2019年以降に量産・販売が開始される見込みである。